# Visceral (album)
 (septembre 2018).
 (septembre 2018).
Albums de Getter
Dahlia I (EP avec Ghostemane)
(2018) Napalm (EP)
(2020)
Visceral est le quatrième album du producteur américain Getter. Il sort le 28 septembre 2018 sur mau5trap, label du producteur canadien Deadmau5.

## Pistes
| 1.    | Purgatory                                | 4:28 |
| 2.    | Part of Me (featuring AudioOpera)        | 6:04 |
| 3.    | Numb (featuring Allan Kingdom (en))      | 4:58 |
| 4.    | All Is Lost (featuring nothing,nowhere.) | 5:06 |
| 5.    | Best of Me (featuring Sweetsound)        | 3:43 |
| 6.    | Release (featuring Midoca)               | 3:52 |
| 7.    | Colorblind (Interlude)                   | 3:10 |
| 8.    | Made for You (Alone Again)               | 4:42 |
| 9.    | Bleed (featuring Name UL)                | 2:48 |
| 10.   | Hold on Tight (featuring Njomza (en))    | 4:32 |
| 11.   | Solo (featuring Party Nails)             | 5:46 |
| 12.   | On My Way Out (featuring Joji)           | 5:30 |
| 54:39 |                                          |      |

## Thèmes
L’album traite en grande partie de la solitude, de la tristesse et de la depression de l’artiste.

## Tournée
Une tournée de 26 dates est prévue aux États-Unis et au Canada. Elle devait débuter le 27 février 2019 mais la première date est annulée pour des raisons météorologiques trop extrêmes, à Eugene. Elle commence donc le 28 février à Portland et il est prévu qu'elle se termine le 13 avril à Indianapolis. Malheureusement, un grand nombre de critiques extrêmement négatives vis-à-vis de la tournée est reçu par l’artiste, justifiée par le fait d’une différence musicale trop importante avec ses anciens projets. Il décide donc de mettre un terme à la tournée, le 3 avril, et annule donc sept dates. Annoncé via les réseaux sociaux Twitter et Instagram, il est rapidement soutenu par d'autres artistes tels que Diplo, Tisoki, San Holo, Rezz, MineSweepa, Habstrakt, Svdden Death, Dubloadz, Joyryde, Zeds Dead.